# Love Don't Live Here Anymore
"Love Don't Live Here Anymore" is een nummer en Alarmschijf van de Amerikaanse soulgroep Rose Royce uit 1978. Zowel Jimmy Nail als Madonna hebben internationale hits gescoord met hun coverversies.

## Achtergrond
Het nummer werd geschreven door Miles Gregory en geproduceerd door voormalig Motownschrijver en -producer Norman Whitfield. De leadzang werd ingezongen door Gwen Dickey en het nummer werd uitgebracht als de tweede single van hun derde studioalbum Strikes Again.
Het nummer is ontwikkeld na een samenwerking van producer Whitfield met de Britse arrangeur en componist Paul Buckmaster. Samen vroegen ze songwriter Miles Gregory om een nummer voor hen te schrijven. Gregory baseerde de tekst van het lied op zijn medische gezondheid, die op dat moment snel verslechterde. Love Don't Live Here Anymore is een van de eerste nummers waarin gebruik werd gemaakt van de geluidsreverbs van de Pollard Syndrum TwinDrum.
Het nummer werd positief ontvangen door de muziekpers maar werd geen grote hit. Het bleef steken op plek 32 van de Billboard Hot 100. In zowel Nieuw-Zeeland als het Verenigd Koninkrijk wist het de tweede plek te halen. In de Nederlandse Top 40 werd de tiende plek bereikt.

### NPO Radio 2 Top 2000
| Nummer met noteringen in de NPO Radio 2 Top 2000 | '99  | '00 | '01  | '02  |
| ------------------------------------------------ | ---- | --- | ---- | ---- |
| Love Don't Live Here Anymore                     | 1494 | -   | 1981 | 1886 |

1. ↑  Een '-' betekent dat het nummer niet was genoteerd en een vetgedrukt getal geeft de hoogste notering aan.
2. ↑  Deze tabel is bijgewerkt tot en met de meest recente editie (2024).

## Versie van Jimmy Nail
De Britse acteur Jimmy Nail bracht in 1985 een cover van het nummer uit als zijn debuutsingle, afkomstig van zijn debuutalbum Take It or Leave It. Het nummer werd geproduceerd door David Richards en Queen-drummer Roger Taylor. Taylor speelt ook drums op het lied, en Rick Parfitt, van Status Quo, speelt leadgitaar. Het was een hit in Groot-Brittannië en Ierland, waar het respectievelijk de derde en de vijfde plek wist te halen. Op het vasteland van Europa werd het alleen een hitje in Nederland, met een 32e plek in de Top 40.

## Versie van Madonna
Madonna had "Love Don't Live Here Anymore" gecoverd voor haar tweede studioalbum, Like a Virgin uit 1984. Het idee om het nummer te coveren kwam van Michael Ostin, het hoofd van de A&R-afdeling van Warner Bros. Records. Aanvankelijk waren zowel Nile Rodgers, de producent van het album, als Madonna bang om een al bekende ballad aan te pakken, maar desondanks namen ze het nummer toch op. 
In 1986 werd het nummer alleen als single uitgebracht in Japan. In 1995 bracht Madonna het balladverzamelalbum Something to Remember uit. Op dit album stond Love Don't Live Here Anymore in een door David Reitzas geremixte versie. Voor de release als single in 1996 werd het nummer volledig geremixt door producers Soulshock en Karlin, en werd het uitgebracht als de tweede single van het album in Noord-Amerika en de derde single in Europa en Australië. De single werd een bescheiden hit in verschillende landen, waaronder plek 78 in de Verenigde Staten, plek 48 in Frankrijk en plek 27 in Australië. In Nederland bleef het steken in de Tipparade.

## Andere coverversies
Het nummer is verder opgenomen door onder anderen Sharon Forrester en Boris Gardiner, Double Trouble Bounty Killer, Robyn, Faith Evans en Seal. Billy Idol had het nummer gecoverd voor zijn album Rebel Yell uit 1983, maar destijds niet uitgebracht. Het staat wel op de "40th anniversary edition"-versie van het album.